# Fritz Bennewitz
Fritz Bennewitz (* 20. Januar 1926 in Chemnitz; † 13. September 1995 in Weimar) war ein deutscher Theaterregisseur.

## Leben
Bennewitz beantragte am 7. Februar 1944 die Aufnahme in die NSDAP und wurde zum 20. April desselben Jahres aufgenommen (Mitgliedsnummer 9.993.484). Er studierte von 1950 bis 1953 Germanistik in Leipzig und Theaterwissenschaften am Deutschen Theaterinstitut Weimar. Danach war er Dozent für Ästhetik, 1955 bis 1960 Oberspielleiter in Meiningen und 1960 bis 1975 Schauspieldirektor am Deutschen Nationaltheater in Weimar. Er war ab 1969 außerordentliches und ab 1974 ordentliches Mitglied der Akademie der Künste.
Seit 1957 bemühte er sich um die Durchsetzung der Werke Brechts außerhalb von Berlin. Das Meininger Theater machte er bis 1960 zur zweiten Brechtbühne der DDR. Mit den Meiningern verbuchte er mit der DDR-Erstaufführung der Dreigroschenoper einen großen Erfolg bei den Berliner Festtagen 1958. Berühmt wurden seine Inszenierungen von Goethes Faust I und II in Weimar 1965–67, 1975–76 und 1981–82. Wiederholt inszenierte er auch für das Berliner Ensemble, das Deutsche Theater und die Volksbühne.
Seit 1970 hatte er auch internationale Erfolge mit mehr als zwanzig Inszenierungen von Werken von Goethe, Brecht und Shakespeare in Lateinamerika, Südostasien und in Indien, wo er 1991 den Sangeet Natak Akademi Award erhielt. Zudem hielt er seit 1977 Brecht-Seminare in den USA, auf den Philippinen und in Indien. Fritz Bennewitz war Vizepräsident des Internationalen Theaterinstituts ITI und Professor an der Theaterhochschule in Leipzig.
Seine letzte Inszenierung Goethes Faust am Das Meininger Theater (Faust – Joachim Rodewald, Mephisto – Ulrich Kunze und Gretchen – Christine Zart) konnte er nicht vollenden.
Sein Grab befindet sich auf dem Historischen Friedhof in Weimar.

## Theater
- 1958: William Shakespeare: Was ihr wollt (Meininger Theater)
- 1958: Bertolt Brecht: Leben des Galilei (Meininger Theater)
- 1958: Bertolt Brecht: Die Dreigroschenoper (Meininger Theater)
- 1959: William Shakespeare: Hamlet (Meininger Theater)
- 1960: Molière: Der Bürger als Edelmann (Deutsches Nationaltheater Weimar)
- 1963: Lope de Vega: Ritter vom Mirakel (Volksbühne Berlin)
- 1964: Bertolt Brecht/Kurt Weill: Aufstieg und Fall der Stadt Mahagonny (Deutsche Staatsoper Berlin)
- 1965: Friedrich Schiller: Wallenstein (Deutsches Nationaltheater Weimar)
- 1965: Rudolf Wagner-Régeny: Die Bürger von Calais (Deutsche Staatsoper Berlin)
- 1966: William Shakespeare: Der Sturm (Deutsches Nationaltheater Weimar)
- 1966: William Shakespeare: Das Wintermärchen (Deutsches Nationaltheater Weimar)
- 1971: Bertolt Brecht: Leben des Galilei (Berliner Ensemble)
- 1971: William Shakespeare: König Richard II. (Deutsches Nationaltheater Weimar)
- 1972: William Shakespeare: Hamlet (Deutsches Nationaltheater Weimar)
- 1973: Bertolt Brecht/Kurt Weill: Die Dreigroschenoper (Deutsches Nationaltheater Weimar)
- 1975: Johann Wolfgang von Goethe: Faust. Eine Tragödie. (Deutsches Nationaltheater Weimar)
- 1978: Heinrich von Kleist: Das Käthchen von Heilbronn (Deutsches Nationaltheater Weimar)
- 1981: William Shakespeare: König Johann (Deutsches Nationaltheater Weimar)
- 1984: Friedrich Schiller: Wallenstein (Deutsches Nationaltheater Weimar)

## Quelle
- Alfred Erck: Geschichte des Meininger Theaters, Das Meininger Theater 2006.

## Nachwirkungen
Am 27. Januar 1996 gründete sich in Leipzig ein „Arbeits- und Freundeskreis Fritz Bennwitz“, der die Gründung eines Archivs sowie die Förderung von Publikationen von und über Bennewitz betreibt.